# Église du Sauveur de Berdiansk
Pour les articles homonymes, voir Église Saint-Sauveur.
L'église du Sauveur (en allemand : evangelisch-lutherische Erlöserkirche ; en russe : евангелическо-лютеранская кирха Христа Спасителя) est un temple protestant qui dépend de l'Église évangélique-luthérienne allemande d'Ukraine. Ce temple revêt la forme d'une église luthérienne.
L'église est située à Berdiansk dans le sud de l'Ukraine, dans la partie administrée par la Russie, et est inscrite à la liste des monuments protégés.

## Culte
Le culte est célébré le dimanche à 10 heures. Un service du soir est célébré le mercredi à 17 heures. Ils sont célébrés en langue allemande et en langue russe.

## Histoire de la paroisse
Les premiers paysans colons allemands arrivent à la fin du XVIIIe siècle à l'invitation de la Grande Catherine dans les régions peu habitées bordant la mer Noire. Ils reçoivent des terres à cultiver et bénéficient de privilèges comme l'exemption de taxes pendant trente ans.
Les premiers colons allemands s'installent sur les rives de la Molotchnaïa, puis d'autres vont plus à l'est vers Berdiansk dans le gouvernement de Tauride. Grâce à leurs qualités de bons travailleurs, ils donnent naissance à des exploitations modèles, mettent en place des systèmes d'irrigation, construisent des puits, développent l'artisanat, élèvent du bétail, plantent des vignobles et des vergers, etc..
Les colonies allemandes des environs de Berdiansk sont fondées en 1822 de la part d'Allemands venus des bords de la mer Noire. Les Allemands qui habitent en ville sont en partie responsables de la prospérité de la ville. Ils construisent des routes et des rues rappelant leurs souvensouvenirsir.
Une maison de prières est construite en 1850. Elle est visitée deux fois par an par le pasteur de Grunau (près de Marioupol).

## Construction de l'église

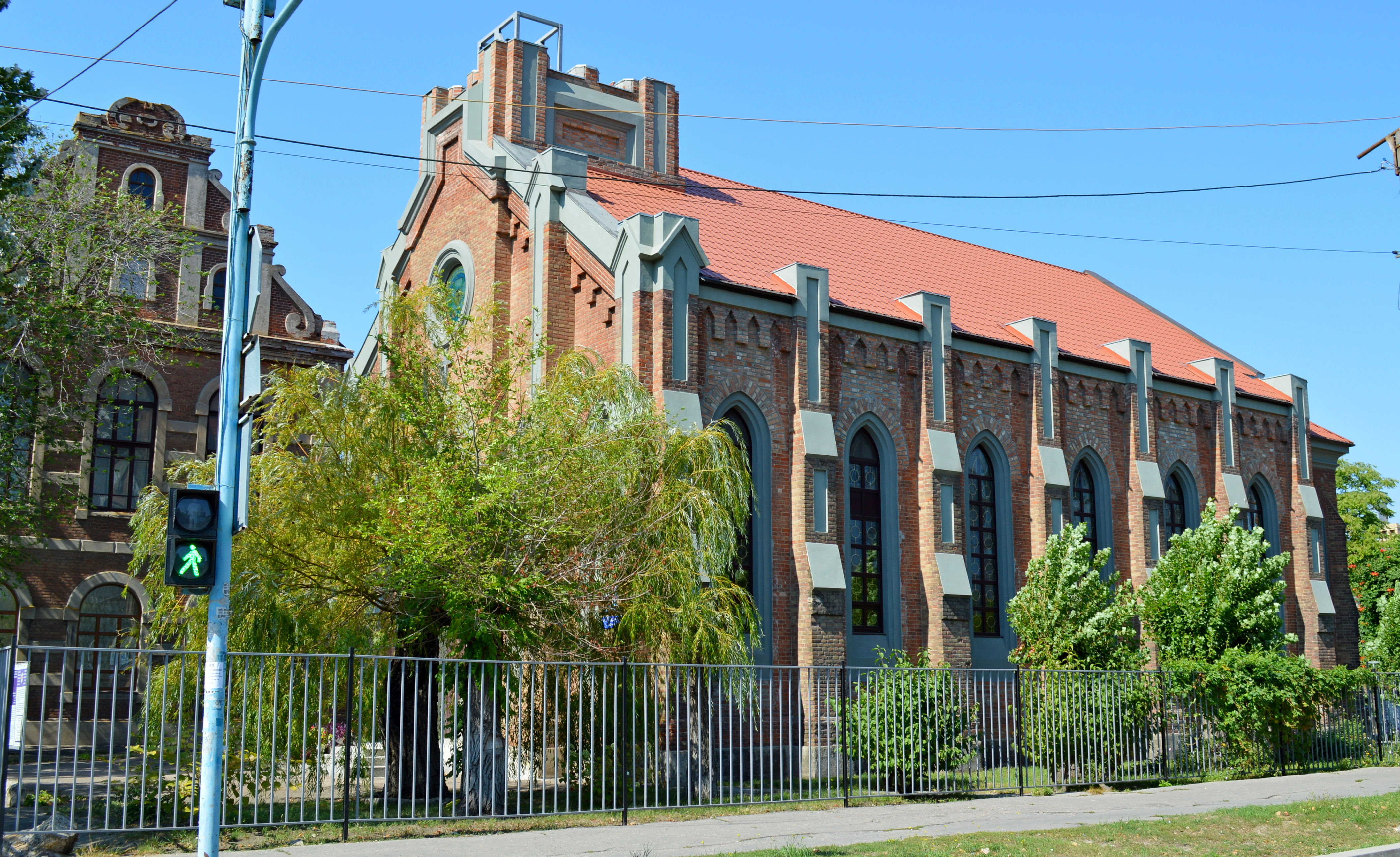
L'église luthérienne de Berdiansk.

La construction de l'édifice actuel commence en 1901 pour une communauté regroupant plus d'un millier de fidèles. La plupart sont des Allemands habitant aux abords de la ville dans ce que l'on appelait le « faubourg allemand » (Немецкая слободка – Nemetskaïa slobodka). Une maison paroissiale est également construite à côté de l"église, devenue plus tard une école allemande luthérienne. L'église est consacrée le 26 septembre 1903.
À la suite du décret de la République populaire d'Ukraine de 1919, l'on institue la séparation des Églises et de l'État et les propriétés des différentes Églises sont confisquées. Dans les années 1920, la situation empire; beaucoup de fidèles sont arrêtés et emprisonnés par le pouvoir athée. La paroisse est supprimée en 1930 et l'église fermée en 1933. Les pasteurs sont considérés comme des criminels. Lorsque la Wehrmacht envahit la région à l'été 1941, les Allemands, considérés comme Volksdeutsche, sont évacués vers l'Allemagne.
Après la guerre, l'église sert à l'école secondaire n° 3 et plus tard dans les années 1970 de bâtiment annexe à l'université pédagogique d'État de Berdiansk.
La paroisse reprend vie le 24  juin 1997, puis l'église lui est rendue au culte après restauration. Le premier culte est célébré le 1er juillet 2007. La rue où donne l'église s'appelle la rue des Luthériens depuis 2016. La majorité des fidèles de la paroisse ne sont plus aujourd'hui des Allemands ethniques.

## Architecture
L'église est de style néogothique en briques rouges de plan rectangulaire. La façade est décorée de contreforts, d'ouvertures en lancette et de merlons. Les vitraux créent une atmosphère particulière à l'intérieur de l'église. L'entrée principale est conçue comme un portail en lancette sur lequel s'ouvre une fenêtre ronde. La flèche, les créneaux et une partie du mobilier de l'église luthérienne ont été perdus à l'époque soviétique dans les années 1930.
L'église est inscrite à la liste des monuments protégés.

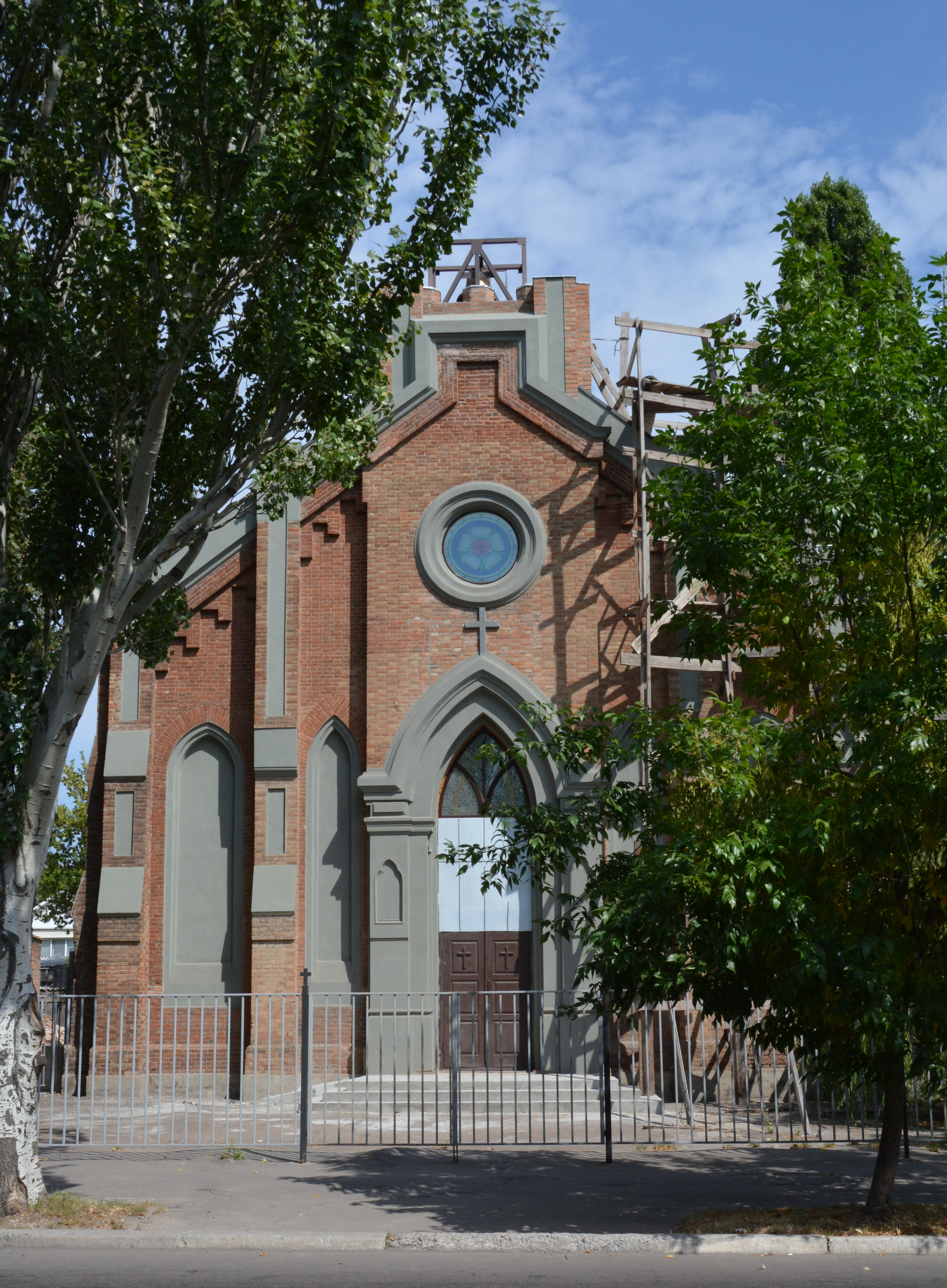
Façade en 2014.
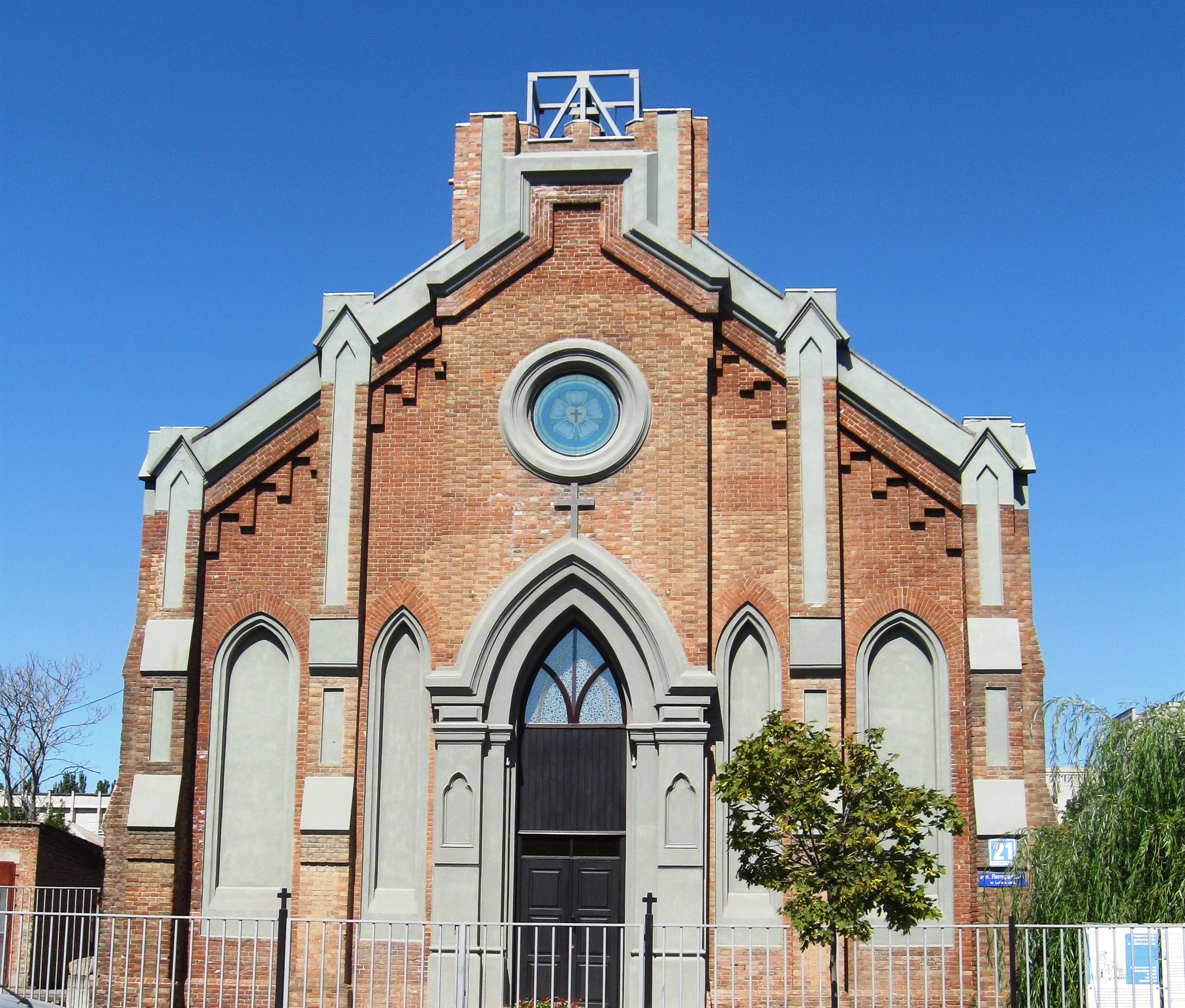
Façade aujourd'hui.
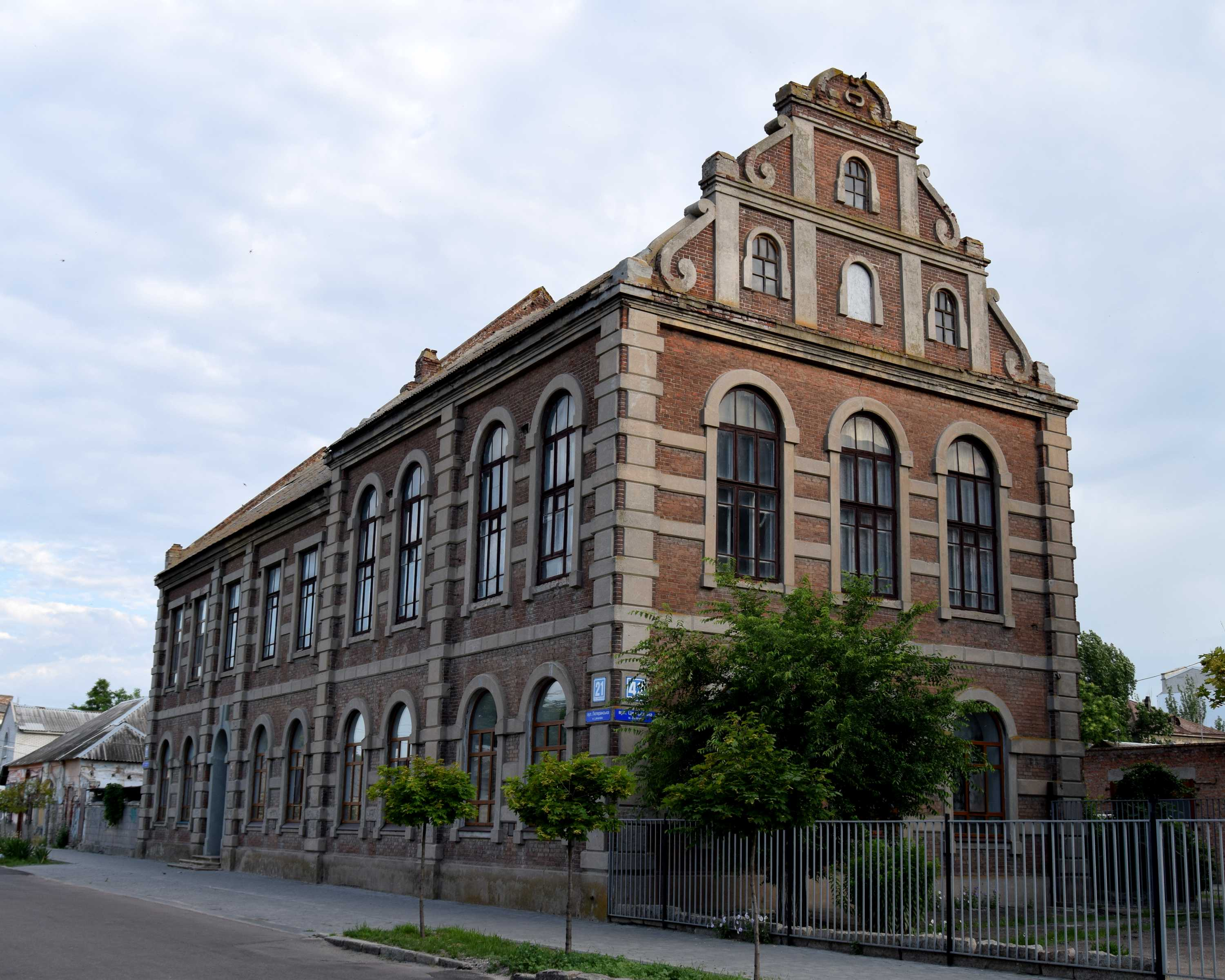
L'ancienne école luthérienne allemande.
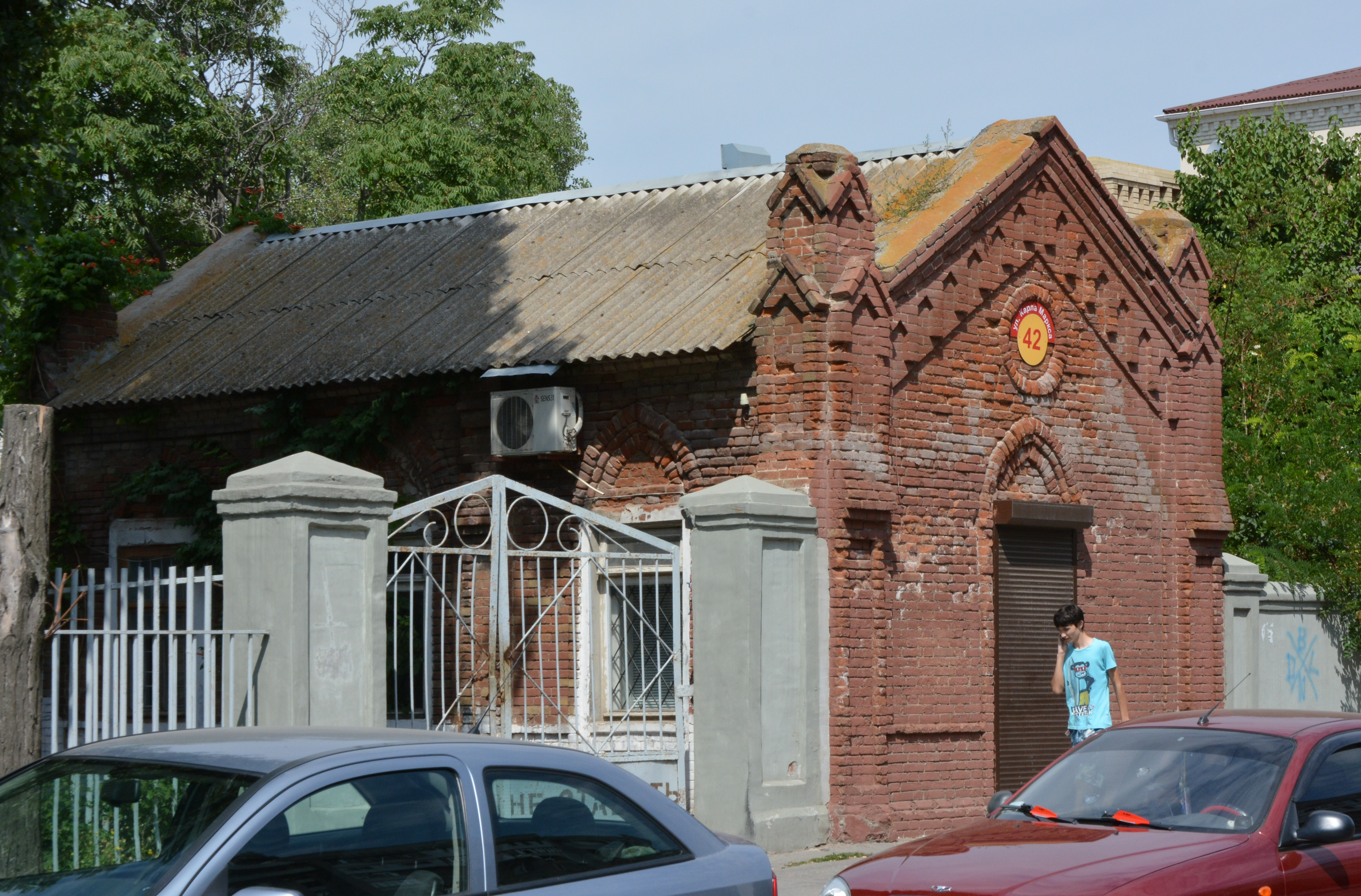
Ancienne maison du concierge.